# Lucien Brouha
Lucien Antoine Maurice Brouha (* 26. Oktober 1899 in Lüttich; † 6. Oktober 1968 ebenda) war ein belgischer Ruderer und Sportphysiologe.

## Biografie

### Jugend
Lucien Brouha kam 1899 in Lüttich als Sohn des Gynäkologen Maurice Brouha zur Welt. Während des Ersten Weltkriegs überbrachte er Depeschen und kam 1917 in deutsche Kriegsgefangenschaft. Nachdem er ein Jahr später wieder freikam, war er sehr dünn und hatte einen Hörverlust erlitten. Er wurde mit der Médaille du prisonnier politique 1914-1918 ausgezeichnet, die alle Belgier erhielten, die mindestens ein Jahr in politischer Gefangenschaft waren.

### Ruderkarriere
In der Nachkriegszeit begann Brouha bei der Société Royale Union Nautique de Liège mit dem Rudern. Im Doppelzweier konnte er zusammen mit Jules George bei den Europameisterschaften 1921 Silber und im Folgejahr Bronze gewinnen. Bei den Olympischen Sommerspielen 1924 bildeten die beiden zusammen mit Marcel Roman, Victor Denis und Steuermann Carlos Van den Driessche die belgische Crew in der Vierer mit Steuermann-Regatta. Im gleichen Jahr gewann die Crew Bronze bei den Europameisterschaften in Zürich. Unklar ist jedoch, ob Van den Driessche ebenfalls Teil der Besatzung war.

### Beruflicher Werdegang
Lucien Brouha promovierte 1924 in Medizin an der Universität Lüttich. Danach trat er dem Universitätsinstitut Léon Fredericq bei, wo er in der Endokrinologieforschung tätig war. Im Oktober 1932 wurde Brouha zum Dozenten am Higher Institute of Physical Education (HIPE) an der Medizinischen Fakultät der Universität Lüttich ernannt. Das HIPE ermöglichte ihm eine Studienreise zu anderen europäischen Instituten, um Erkenntnisse in der Sportphysiologie zu sammeln.
Später besuchte er durch ein Stipendium verschiedene Universitäten in den Vereinigten Staaten.